# 카를로스 로아
카를로스 로아(Carlos Roa, 1969년 8월 16일~ 아르헨티나 산타페)는 아르헨티나의 은퇴한 축구선수이다. 포지션은 골키퍼였다.

## 선수 생활
1988년 18살의 나이에 라싱 클루브에 입단해 선수 생활을 시작하였으며, 이 곳에서 6년간 뛰다 1994년 라누스로 이적하였고, 1996년에 스페인 리그 RCD 마요르카에 입단했다. 입단하자 마자 그는 팀의 새로운 정신적 지주가 되었고, 소속팀에서의 활약으로 국가대표에 발탁되어 1996년 코파 아메리카대회에 출전까지 하는 영광을 누리게 된다. 하지만 그의 질주는 멈추지 않았다. 96/97 시즌에는 2부리그와 1부리그를 왔다갔다하는 소속팀을 스페인에서 가장 무서워하는 강팀으로 변모시켰으며, 1998년 월드컵 대표팀에 뽑히는 영광을 누리게 된다. 그는 본선 3경기 연속 무실점을 기록했으며, 그의 활약으로 아르헨티나는 3전 전승으로 무난히 16강에 진출 하게 된다. 그는 16강전에서 앨런 시어러와 마이클 오언에게 2골을 허용하였지만, 공격진이 2골을 만회시켜 2:2로 승부를 가리지 못해 돌입한 연장전에서 신들린 선방으로 팀을 위기에서 구해내었으며, 연장전에서도 승부를 가리지 못해 승부차기에 돌입한 그는, 폴 인스와 데이비드 배티의 킥을 연달아 선방하며, 아르헨티나의 8강 진출의 견인차 역할을 하였다. 8강전에서도 그는 신들린 선방으로 맞섰으나, 팀은 1명이 퇴장 당한 끝에 결국 후반 막판 데니스 베르캄프에게 결승골을 허용하여 아쉽게 8강 진출에 실패 하였다. 그러나 그의 질주는 여기서 멈추지 않았다. 그는 98/99시즌에는 35게임 29실점, 방어율 0.76이라는 놀라운 활약을 보이며 승승장구 하였다. 그러나 1999년 갑작스러운 은퇴를 선언하였다. 이후 맨체스터 유나이티드의 알렉스 퍼거슨이 페테르 슈마이켈의 공백을 메우기 위해 76억원이라는 파격적이라는 조건으로 스카우트 제의를 하지만 본인의 고사로 실패하였고, 소속팀에서도 복귀 요청이 들어왔지만, 결국 성사되지 못했다. 그러나 2000/2001 시즌 안식일에 경기를 뛰지 않겠다는 조건으로 복귀하여 다시 선수생활을 시작하였다. 그는 소속팀의 프리메라리가 우승에 공헌한후, 다시 재은퇴하였다.

## 플레이 스타일
190cm이라는 건장한 체격에 카리스마와 민첩성이 뛰어난데다 수비 범위가 상당히 넓었으며, 특히 어려운 공이나 페널티킥 선방 능력을 가져 페테르 슈마이켈과 비교해도 손색없는 깔끔한 선수였다.

### 갑작스러운 은퇴 이유
그는 성실한 재림교인으로, 토요일이 안식일이라 토요일에는 경기를 할 수 없다는 이유로 은퇴를 선언한 것이였다.